# Parco nazionale del Pirin
Il Parco nazionale del Pirin è un parco nazionale che comprende la maggior parte della catena montuosa del Pirin, nella Bulgaria sud-occidentale. Esso si estende su di un'area di 274 chilometri quadrati e si trova ad altezze che variano fra i 1.008 e i 2.914 metri.

## Storia
I confini e l'ampiezza del parco hanno subito molti cambiamenti durante il corso degli anni. L'8 novembre 1962 venne creato il Parco nazionale Vihren, col proposito di proteggere le foreste nelle parti più alte della montagna. Il parco si estendeva su 62 chilometri quadrati, una piccola parte dell'area attuale. Nel 1974 venne ribattezzato "Parco della popolazione Pirin", con un decreto ministeriale, e l'area protetta venne sensibilmente allargata.
Nel 1979 venne creata un'amministrazione separata per il parco, con sede a Bansko. Nel 1983 il parco venne inserito nell'elenco dei Patrimoni dell'umanità dell'UNESCO. Solo nel 1998 esso venne proclamato "parco nazionale", dopo l'approvazione di un'apposita legge relativa alle aree protette.

## Flora

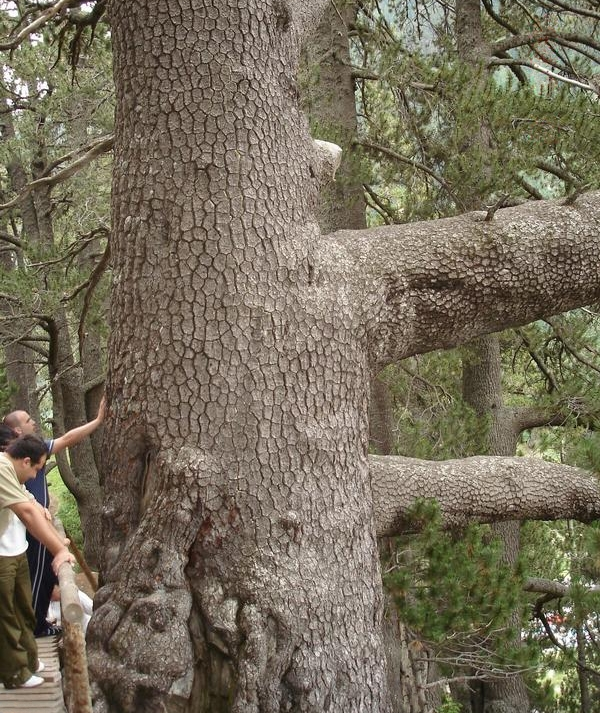
Bajkuševa mura, un pino loricato alto 24 metri, l'albero più vecchio della Bulgaria

Nel parco si trova una grandissima varietà di specie vegetali, in conseguenza principalmente delle grandi variazioni d'altitudine presenti all'interno dei suoi confini; ciò lo rende una delle regioni botanicamente più interessanti di tutta la Bulgaria. La flora del parco nazionale Pirin è stata approfonditamente studiata tra la fine del XIX e gli inizi del XX secolo.
Il parco ospita 18 specie endemiche locali, 15 della Bulgaria e molte dei Balcani, oltre ad una gran quantità di specie protette, come ad esempio la stella alpina, uno dei simboli di Pirin. Delle 126 specie in pericolo presenti in Bulgaria, ben 60 si trovano anche entro i confini del parco.
Fino a questo momento, sono state catalogate circa 1.300 piante vegetali, che rappresentano 1/3 di tutte le piante della Bulgaria e 320 specie di licheni. La vegetazione può essere classificata a seconda della quota in tre gruppi: la linea delle foreste, quella subalpina e quella alpina.
La linea delle foreste è caratterizzata soprattutto da boschi di conifere come il pino nero, il pino della Macedonia, il pino silvestre, il pino loricato (o pino bosniaco), l'abete rosso, l'abete bulgaro e presenta un limite superiore ad una quota di circa 2.000 m.
Dai 2.000 m ai 2.500 m la zona subalpina è dominata dal pino mugo e dal ginepro, con dimensioni che decrescono con l'altitudine. La zona alpina è situata al di sopra dei 2.500 m, con rocce ricoperte da erbe, muschi, licheni e molte piante di mirtillo. L'albero più famoso del Pirin è il pino bosniaco di Baikušev, dal nome della guardia forestale che lo ha scoperto. L'albero ha più di 1.300 anni ed è il più antico della Bulgaria.

## Fauna
Il Pirin presenta una fauna decisamente ricca.
Sono presenti più di 2.000 specie di invertebrati (ragni insetti, chiocciole) e 250 specie di vertebrati. Questi ultimi comprendono 177 specie di uccelli, 45 di mammiferi e 6 di pesci. Molti di essi sono in pericolo e necessitano di particolare protezione, come l'aquila imperiale orientale e il picchio tridattilo. Alcuni fra gli animali più comuni sono: il camoscio dei Balcani, l'orso bruno, il lupo grigio, il cinghiale, il capriolo, la volpe, l'aquila reale, diversi falconidi, il gallo cedrone.